# John R. Simpson

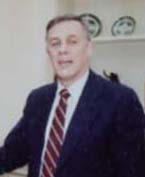
John R. Simpson

John Richard Simpson (* 13. Februar 1932 in Boston, Massachusetts; † 10. Februar 2017 in Bowie, Maryland) war ein US-amerikanischer Regierungs- und Polizeibeamter. Er fungierte von 1981 bis 1992 als der 16. Direktor des United States Secret Service (USSS). Während dieser Zeit hatte er von 1984 bis 1988 außerdem als erster US-Amerikaner die Präsidentschaft von Interpol inne.
John Simpson diente in der United States Army. Er erwarb einen Bachelor of Science am Loyola College, der heutigen Concordia University im kanadischen Montreal, und schloss danach ein Jurastudium an der New England School of Law in seiner Heimatstadt ab. Danach absolvierte er das National War College in Washington, D.C. sowie das Federal Executive Institute in Charlottesville.
1962 trat Simpson dem United States Secret Service bei und wurde als Special Agent in der Bostoner Niederlassung eingesetzt. In den folgenden Jahren war er für verschiedene Divisionen des Dienstes eingesetzt und stieg bis zum Assistant Director of Protective Operations auf, ehe er Ende 1981 durch US-Präsident Ronald Reagan als Nachfolger von H. Stuart Knight zum Direktor des Secret Service ernannt wurde. In seiner elfjährigen Amtszeit erlebte die Behörde ein bis dahin nicht gekanntes Wachstum, das sich einerseits in einer deutlichen Expansion der Niederlassungen (Field Offices) niederschlug, andererseits in einer Erweiterung der Zuständigkeiten auf Gebiete wie Computer- und Dokumentenbetrug. 1984 wurde er als Nachfolger von Jolly R. Bugarin Präsident der Interpol, was er bis 1988 blieb.
John Simpson ging 1992 in den Ruhestand, woraufhin John Magaw die Pflichten des Direktors übernahm. Er bekleidete allerdings weiterhin ein öffentliches Amt, indem er zweimal zum Mitglied des Bundesbewährungsausschusses (United States Parole Commission) gewählt wurde. Simpson, der verheiratet und Vater von zwei Kindern war, starb wenige Tage vor seinem 85. Geburtstag.